# Pedro García de Herrera
Pedro García de Herrera (Sevilla, c. 1449-Sevilla, 1532) fue un hidalgo castellano que estaba llamado a ser señor de las islas Canarias, pero fue apartado de la herencia por su padres debido a su conducta, por lo que fue conocido por los historiadores como Pedro el Desheredado.

## Biografía
Nació probablemente en la ciudad de Sevilla hacia 1449, siendo hijo primogénito del matrimonio formado por el burgalés Diego García de Herrera, y la sevillana Inés Peraza, señora de las islas Canarias. Sus abuelos paternos eran su homónimo Pedro García de Herrera, mariscal de Castilla y señor de Ampudia, y María de Ayala. Sus abuelos maternos fueron Hernán Peraza e Inés de las Casas, señores de Canarias.
Con motivo de su matrimonio, Pedro recibió en 1474 de sus padres en donación el señorío sobre la isla de El Hierro «con sus vasallos e jurisdicciones, mero mixto imperio e rentas e pechos e derechos», así como la veinticuatría que ostentaba su padre en el concejo hispalense.
Avecindado en Sevilla, actuará en la ciudad en pro de los intereses de la familia Herrera-Peraza.
En el verano de 1475 varios vasallos de la isla de Lanzarote, descontentos con el gobierno de los señores de Canarias, nombran como procurador al vecino Juan Mayor, quien viaja a la corte con intención de demandar de los reyes la conversión de la isla en territorio realengo. Pedro es requerido por su padre para cortar el paso a los vecinos rebeldes, lo que logra momentáneamente a finales de 1476 capturándolos a su paso por Córdoba con ayuda de su cuñado Alfonso de Montemayor. No obstante, Juan Mayor y su acompañante Juan de Armas logran quedar libres gracias a la intervención del consejero real Antón Rodríguez de Lillo y del cronista Alonso de Palencia, presentándose ante los reyes y dando inicio con ello a la conocida como «pesquisa de Cabitos» que, eventualmente, haría perder las islas de Gran Canaria, Tenerife y La Palma a los señores de Canarias en favor de la Corona.
En la primera mitad de 1477 Pedro dará muerte a su mujer, Antonia de Ribera, por causas desconocidas, huyendo luego de la justicia de Sevilla que lo condena a muerte. Refugiado primero en Portugal, se esconderá luego en Canarias junto a sus padres. Con motivo de estos sucesos, Diego de Herrera solicita a finales de ese año la restitución de su veinticuatría en el concejo de Sevilla.
En algún momento entre 1478 y 1482, Pedro conspirará con los vecinos de las islas para arrebatarles el señorío a sus padres, intentando incluso capturarlos y aún matarlos, por lo que estos se ven obligados a apresarlo y mantenerlo en la cárcel. No obstante, Pedro logrará huir y regresar secretamente a Sevilla, donde se acoge a sagrado en el monasterio de San Jerónimo de Buenavista.
En junio de 1486 su madre Inés Peraza, que lo había desheredado ya en su testamento de agosto de 1482, entrega el señorío de la isla de El Hierro a su hijo segundo Hernán Peraza el Joven. No obstante, en 1492 Pedro cederá dicho señorío a su otro hermano Sancho de Herrera, en un momento en el que la familia Herrera-Peraza litigaba por la herencia de Hernán Peraza, muerto por sus vasallos gomeros en 1488, con su viuda Beatriz de Bobadilla.
El 10 de noviembre de 1494 los Reyes Católicos le otorgarán a Pedro carta de perdón por el crimen cometido contra su mujer.
En noviembre de 1503, Pedro se presentó en la corte establecida en Segovia para personarse en el proceso judicial abierto por la posesión de las islas del señorío tras la muerte de su madre Inés Peraza en febrero de ese año. El pleito se había establecido entre sus hermanos Sancho de Herrera, María de Ayala y Constanza Sarmiento, como herederos de su madre, y su cuñada Beatriz de Bobadilla, como tutora de sus hijos y del difunto Hernán Peraza. Beatriz demandaba la validez de un mayorazgo que incluía todas las islas creado por Inés en 1488 a favor de Hernán, mientras que los hermanos Herrera-Peraza alegaban que dicho mayorazgo había sido anulado por el último testamento de su madre, que les había cedido a ellos la posesión de Lanzarote y Fuerteventura.
Por su parte, Pedro presentó alegaciones tanto contra sus hermanos como contra su cuñada. A los primeros por considerarse con mejor derecho al ser el hijo mayor, pidiendo que las islas se consideraran bienes partibles y se le adjudicase el quinto de la herencia. A la segunda, porque reclamaba para si la isla de El Hierro.
El pleito continuó ante el consejo real durante los años siguientes. Finalmente, en abril de 1510 los hermanos Herrera-Peraza llegaron a un acuerdo y Pedro renunció a sus derechos sobre la herencia a cambio de que sus hermanos le dieran una pensión anual vitalicia de 50 000 maravedíes.
Pedro García de Herrera murió probablemente en su ciudad natal hacia el año 1532.

## Matrimonios y descendencia
Pedro casó en primeras nupcias el 5 de febrero de 1475 con Antonia de Ribera, hija natural de Rodrigo de Ribera, señor de Pruna y veinticuatro de Sevilla, y de su prima hermana Aldonza de Ribera, hija del II adelantado mayor de Andalucía Diego Gómez de Ribera. Antonio fue legitimada por carta real de Enrique IV de Castilla. Este matrimonio, que no tuvo descendencia, terminó abruptamente al asesinar Pedro a su mujer en 1477.
Contrajo un segundo enlace después de 1494 con María Lasso de la Vega, con la que tuvo a:
1. Inés de Herrera, casada con Cristóbal de Montemayor, sobrino de la primera mujer de su padre. Con sucesión:
  1. María de Montemayor y Ayala, casada con su primo hermano Fernán Peraza de Ayala. Con sucesión.
2. Juan Peraza de Ayala, casado con Catalina Dumpiérrez. Con sucesión:
  1. Fernán Peraza de Ayala, casado con su prima hermana María de Montemayor. Con sucesión.